# 정지원 (레이싱 모델)
정지원(1985년 8월 14일 ~ )은 대한민국의 레이싱 모델이다.

## 경력
- 2007년 : GS칼텍스 Kixx Prime 레이싱팀 레이싱모델